# Carole Bayer Sager
Carole Bayer Sager (New York, 8 marzo 1944) è una paroliera e cantautrice statunitense.

## Biografia
Nata a New York, si laureò alla New York University, specializzandosi in inglese, arti drammatiche e oratoria. Sager ottenne il primo successo componendo il testo di A Groovy Kind of Love, insieme a Toni Wine, mentre era ancora studentessa alla Fiorello LaGuardia High School of Music & Art and Performing Arts. La canzone fu poi usata dalla band The Mindbenders, la cui versione divenne una hit in tutto il mondo, raggiungendo il secondo posto sulla Hot 100 di Billboard. La canzone fu poi registrata da Sonny & Cher, Petula Clark e Phil Collins, il cui adattamento per il film Buster divenne numero uno nel 1988.

## Album
La prima registrazione come cantante fu con l'album Carole Bayer Sager (1977), che comprendeva il singolo di grande successo internazionale You're Moving Out Today, canzone scritta insieme a Bette Midler (album con arrangiamenti di Paul Buckmaster per corno e strumenti a corda). L'album vinse il disco di platino in Giappone, Australia e Regno Unito. Fu seguito da ...Too nel 1978 e dal terzo e ultimo album, co-prodotto da Burt Bacharach, intitolato Sometimes Late at Night (1981), con la hit Stronger Than Before, successivamente registrato da Dionne Warwick e Chaka Khan.

## Attività di autrice
Molte delle sue prime canzoni furono scritte insieme al suo ex marito, il compositore Burt Bacharach. Ha collaborato anche con Neil Diamond, Marvin Hamlisch, Michael Masser, Peter Allen, Sheena Easton, Bruce Roberts, Neil Sedaka, David Foster, Albert Hammond, Quincy Jones, Michael McDonald, James Ingram, Donald Fagen, Babyface e Clint Eastwood (per il film Fino a prova contraria).
Ha vinto un Oscar (sei nomination), un Grammy (nove nomination), due Golden Globe (sette nomination). Nel 1987 fece ingresso nel Songwriters Hall of Fame. Nel 1981 vinse l'Oscar per la migliore canzone per Arthur's Theme (Best That You Can Do), colonna sonora del film Arturo. Condivise il premio con i coautori Peter Allen, Burt Bacharach e Christopher Cross.
Nel 1987 vinse il Grammy per la canzone dell'anno con That's What Friends Are For, scritta insieme a Bacharach. La canzone era stata originariamente scritta per il film Night Shift - Turno di notte (1982) e per tale fine era stata registrata da Rod Stewart. La canzone è tornata alla ribalta per la cover realizzata nel 1986 da Dionne Warwick, Stevie Wonder, Gladys Knight ed Elton John, che divenne una numero uno, raccogliendo milioni di dollari per la ricerca sull'AIDS.

## Vita privata
È stata sposata al famoso compositore e pianista Burt Bacharach tra il 1982 e il 1991. Da questo matrimonio è nato un figlio di nome Christopher. Sager vive attualmente a Los Angeles, in California, con il marito Robert A. Daly, ex presidente (CEO) della squadra di baseball dei Los Angeles Dodgers nonché ex presidente della Warner Brothers. Attualmente Daly ricopre la carica di presidente (CEO) dell'organizzazione caritatevole Save the Children ed è consulente di Tom Freston e Brad Grey alla Paramount Pictures (Viacom). Sager e Daly co-presiedono il Consiglio Consultivo di Los Angeles dell'organizzazione non profit DonorsChoose.
Nel maggio 2006 si è tenuta una cerimonia in suo onore alla Steinhardt School di New York; nell'occasione ha ricevuto il premio Distinguished Alumni Award dalla New York University. Il 24 gennaio 2007 è apparsa in una puntata di American Idol in veste di giudice durante le audizioni a Manhattan.

## Discografia
- 1977 - Carole Bayer Sager (Elektra)
- 1978 - ...Too (Elektra)
- 1981 - Sometimes Late at Night (Boardwalk Records)

## Principali collaborazioni
- Peter Allen - Fly Away, Everything Old is New Again, ecc.
- Bette Midler - Blueberry Pie, My One True Friend (colonna sonora del film La voce dell'amore), ecc.
- Melissa Manchester - Midnight Blue, Come in from the Rain, Don't Cry Out Loud, Through the Eyes of Love (colonna sonora del film Castelli di ghiaccio), ecc.
- Helen Reddy - A Bit of OK, Ah, My Sister, Never Say Goodbye (colonna sonora del film Chiamami aquila)
- Dolly Parton - You're the Only One, Heartbreaker, The Day I Fall In Love (colonna sonora del film Beethoven 2)
- Carly Simon - Nobody Does it Better (colonna sonora del film Agente 007 - La spia che mi amava)
- Dusty Springfield - Dream On, Home to Myself, I'd Rather Leave While I'm in Love (e altre)
- Elkie Brooks - Don't Cry Out Loud
- Rita Coolidge - Fool That I Am (dal film Un camion in salotto), I'd Rather Leave While I'm In Love
- Bernadette Peters - Only Wounded, Sweet Alibi
- Barbra Streisand - Niagara, Love Light, You and Me for Always, One More Time Around
- Liza Minnelli - More Than I Like You, Don't Cry Out Loud
- Carole King - Anyone at All (colonna sonora del film C'è posta per te)
- Rod Stewart - That's What Friends Are For (colonna sonora del film Night Shift - Turno di notte)
- Dionne & Friends (Gladys Knight, Elton John & Stevie Wonder) - That's What Friends Are For
- Dionne Warwick - Extravagant Gestures, Love Power, Stronger Than Before (e altre)
- Diana Ross - It's My Turn, Come in From the Rain
- Shirley Bassey - Better Off Alone (e altre)
- Roberta Flack - Maybe (colonna sonora dei film Una commedia romantica e Making Love)
- Aretha Franklin - Someone Else's Eyes, Ever Changing Times
- Randy Crawford - One Hello (colonna sonora del film I Ought to Be in Pictures)
- Patti LaBelle - On My Own, Sleep With Me Tonight, Need a Little Faith
- Anita Baker - When You Love Someone (colonna sonora del film Forget Paris)
- Frank Sinatra - You and Me (We Wanted it All)
- Leo Sayer - When I Need You
- Bob Dylan - Under Your Spell  (nell'album Knocked Out Loaded)
- Neil Diamond - Heartlight, On the Way to the Sky, Front Page Story, I'm Guilty, Crazy, Turn Around, ecc.
- Christopher Cross - Arthur's Theme (Best That You Can Do) (colonna sonora del film Arturo)
- Kenny Rogers - They Don't Make Them Like They Used To (colonna sonora del film Due tipi incorreggibili)
- Johnny Mathis - Fly Away, When I Need You, Midnight Blue
- Michael Jackson - It's the Falling in Love, You Are My Life, We've Had Enough
- Céline Dion & Andrea Bocelli - The Prayer (colonna sonora del film La spada magica - Alla ricerca di Camelot; traduzione dal testo in italiano di Alberto Testa & Tony Renis)
- Josh Groban & Charlotte Church - The Prayer
- The Corrs - I Never Loved You Anyway, Don't Say You Love Me
- Diana Krall - Why Should I Care (dal film Fino a prova contraria)
- Sheena Easton - One Man (scritta insieme a Carole Bayer Sager)

## Lavori per il teatro
- Georgy (1970) - musical - testo
- Dancin' (1978) - rivista - testo di If it Feels Good, Let it Ride e di Easy
- They're Playing Our Song (1979) - musical - testo
- Up in One (1979) - rivista - testo e musica
- The Madwoman of Central Park West (1979) - musical - testo e musica
- Barbara Cook: A Concert for the Theatre (1987) - concerto - testo e musica
- The Boy from Oz (2003) - musical - testo e musica con Peter Allen